# Adolfo Consolini
Adolfo Consolini (Costermano, 5 gennaio 1917 – Milano, 20 dicembre 1969) è stato un discobolo italiano.
È stato uno dei più grandi campioni del lancio del disco, vincitore di un oro olimpico a Londra 1948, tre volte primatista mondiale e detentore del record italiano dall'ottobre 1941 al luglio 1948 e dal settembre 1948 all'aprile 1967. In oltre trent'anni di carriera disputò 453 concorsi, vincendone 375.

## Biografia

Consolini nel film Cronache di poveri amanti

Figlio di agricoltori, Adolfo Consolini, detto "Dolfo", iniziò a lavorare subito dopo le scuole elementari, per dare una mano nei campi di proprietà della famiglia. A diciannove anni iniziò a praticare atletica, e l'anno dopo esordì in una gara di getto del peso. Il suo talento fu subito evidente: i dirigenti della più importante società sportiva veronese, l'Istituzione Comunale Bentegodi, assunsero persino un bracciante per sostituirlo nell'azienda di famiglia, per permettergli di dedicare più tempo agli allenamenti. Dagli anni cinquanta si sarebbe trasferito a Milano per vestire prima i colori della Pro Patria e poi del Gruppo Sportivo Pirelli che lo assunse dando vita ad una delle prime forme di sponsorizzazione di un atleta.
Nel 1937, anno d'esordio, Consolini vinse subito il titolo nazionale giovanile mentre l'anno successivo partecipò agli europei di Parigi arrivando quinto. Nel 1939 vinse il suo primo titolo italiano assoluto: ne avrebbe vinti ben 15 in oltre vent'anni di carriera, l'ultimo nel 1960.
Adolfo Consolini riuscì a continuare a gareggiare anche durante la seconda guerra mondiale. Nel 1941 stabilì il suo primo record mondiale con 53,34 m. Il conflitto fece saltare ben due edizioni dei Giochi, quella del 1940 e quella del 1944, dove il discobolo italiano avrebbe potuto ottenere grandi risultati.
Nel dopoguerra Consolini ritoccò altre due volte il primato mondiale: prima 54,23 m nel 1946, poi 55,33 m nel 1948.
L'occasione olimpica arrivò finalmente nel 1948 a Londra. Sotto la pioggia Consolini si disputò la vittoria con il connazionale Giuseppe Tosi, che poco tempo prima gli aveva tolto il record italiano ed europeo. Tosi era in testa dopo il primo turno, ma al secondo lancio Consolini riuscì a superarlo. Con l'aumentare della pioggia sembrava impossibile migliorare le prime misure, ma all'ultimo turno un discobolo statunitense sembrò arrivare oltre i 52 m: dopo qualche attimo di tensione per i due italiani, il lancio venne dichiarato nullo. Si realizzò quindi l'unica doppietta italiana nel lancio del disco e dell'atletica italiana alle Olimpiadi: Consolini oro e Tosi argento. Al momento della premiazione, però, non fu possibile celebrare la consegna delle medaglie con l'Inno di Mameli perché - si disse - il disco dell'inno era andato smarrito; Consolini e Tosi non si persero d'animo e accompagnarono l'alzabandiera cantando 'O sole mio, seguiti dal coro degli spettatori.
Consolini gareggiò anche alle successive Olimpiadi nel 1952. Aveva già 35 anni, a quei tempi un'età ragguardevole per un atleta. Non riuscì a conservare il titolo di campione olimpico, ma ottenne comunque una prestigiosa medaglia d'argento.

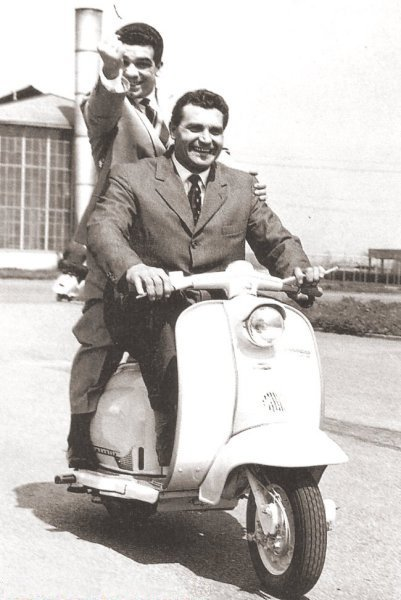
Adolfo Consolini (alla guida) e il pugile Duilio Loi, nel 1958, alla presentazione della nuova "Lambretta Li 150"

Sull'onda della fama, l'anno successivo a Consolini venne offerta una parte nel film Cronache di poveri amanti, diretto da Carlo Lizzani, con attori Marcello Mastroianni e Antonella Lualdi. Rimase un'esperienza isolata che non ebbe seguito. In quell'anno Consolini, a Milano dove viveva abitualmente, si sposò con Hanny Cuk (1952), giovane austriaca, da cui ebbe l'unico figlio Sergio (1956) che vive a Venezia e che a sua volta ha avuto un figlio di nome Andrea (1992).
Nonostante l'età, Consolini, atleta longevo, continuò a fornire prestazioni di livello. Nel 1954 vinse il suo terzo titolo europeo consecutivo, dopo quelli vinti nel 1946 e nel 1950. Nel 1956, alle soglie dei quarant'anni, partecipò ai Giochi olimpici di Melbourne, giungendo sesto in finale. Stesso piazzamento agli europei di due anni dopo a Stoccolma. Nel 1960, a quarantatré anni di età, vinse il suo quindicesimo titolo italiano e partecipò alla sua quarta Olimpiade, che quell'anno si teneva a Roma. Fu nominato Capitano della Nazionale italiana ed ebbe l'onore di pronunciare il Giuramento degli atleti all'apertura dei Giochi. Nella gara di lancio del disco si classificò al diciassettesimo posto.
Poiché il regolamento della Federazione Italiana di Atletica Leggera prevedeva la fine dell'attività agonistica a 45 anni, fu costretto a tesserarsi per la Società Atletica Lugano dei fratelli Libotte, per la quale società continuò a vincere in Svizzera e in Italia. L'ultima gara vinta da Consolini fu nel giugno 1969 all'Arena Civica di Milano, dove sbalordì tutti gli altri giovani atleti partecipanti e lo stesso pubblico e giornalisti. Sempre all'Arena di Milano, presente in tribuna con il figlio Sergio, assistette nel 1967 alla caduta del suo ultimo record, quello italiano, ad opera di un giovane suo allievo, il friulano Silvano Simeon.
Non abbandonò mai lo sport: mentre si allenava per prepararsi alle gare, seguiva anche gli atleti del Gruppo Sportivo Pirelli sui campi della Bicocca a Milano. Si ammalò alla fine del 1969, quando era ancora in grado di lanciare il disco oltre 45 metri.
Adolfo Consolini morì il 20 dicembre 1969, a 52 anni. Riposa nella sua tomba, ideata dal maestro Bernardino Morsani di Rieti, nel cimitero del paese natale di Costermano, sul lago di Garda. Ogni anno nel mese di dicembre si tiene una commemorazione alla quale continuano a partecipare le rappresentanze di FIDAL, Medaglie d'oro e Azzurri d'Italia, CONI, Comune e Provincia di Verona, ex atleti e compagni di vita.

## Palmarès

Consolini pronuncia il Giuramento degli atleti all'apertura dei Giochi olimpici di

| Anno | Manifestazione          | Sede       | Evento           | Risultato | Prestazione | Note                  |
| ---- | ----------------------- | ---------- | ---------------- | --------- | ----------- | --------------------- |
| 1938 | Europei                 | Parigi     | Lancio del disco | 5º        | 48,02 m     |                       |
| 1946 | Europei                 | Oslo       | Lancio del disco | Oro       | 53,23 m     |                       |
| 1948 | Giochi olimpici         | Londra     | Lancio del disco | Oro       | 52,78 m     | Record olimpico       |
| 1950 | Europei                 | Bruxelles  | Lancio del disco | Oro       | 53,75 m     | Record dei campionati |
| 1952 | Giochi olimpici         | Helsinki   | Lancio del disco | Argento   | 53,78 m     |                       |
| 1954 | Europei                 | Berna      | Lancio del disco | Oro       | 53,44 m     |                       |
| 1955 | Giochi del Mediterraneo | Barcellona | Lancio del disco | Oro       | 52,81 m     | Record dei campionati |
| 1956 | Giochi olimpici         | Melbourne  | Lancio del disco | 6º        | 52,21 m     |                       |
| 1958 | Europei                 | Stoccolma  | Lancio del disco | 6º        | 53,05 m     |                       |
| 1960 | Giochi olimpici         | Roma       | Lancio del disco | 17º       | 52,44 m     |                       |

## Campionati nazionali
- 15 volte campione nazionale assoluto del lancio del disco (1939, 1941, 1942, 1945, 1949, 1950, 1952, 1953, 1954, 1955, 1956, 1957, 1958, 1959, 1960)

## Riconoscimenti
- Nel maggio 2015, una targa a lui dedicata fu inserita nella Walk of Fame dello sport italiano a Roma, riservata agli ex-atleti italiani che si sono distinti in campo internazionale.[1][2]

## Voci correlate

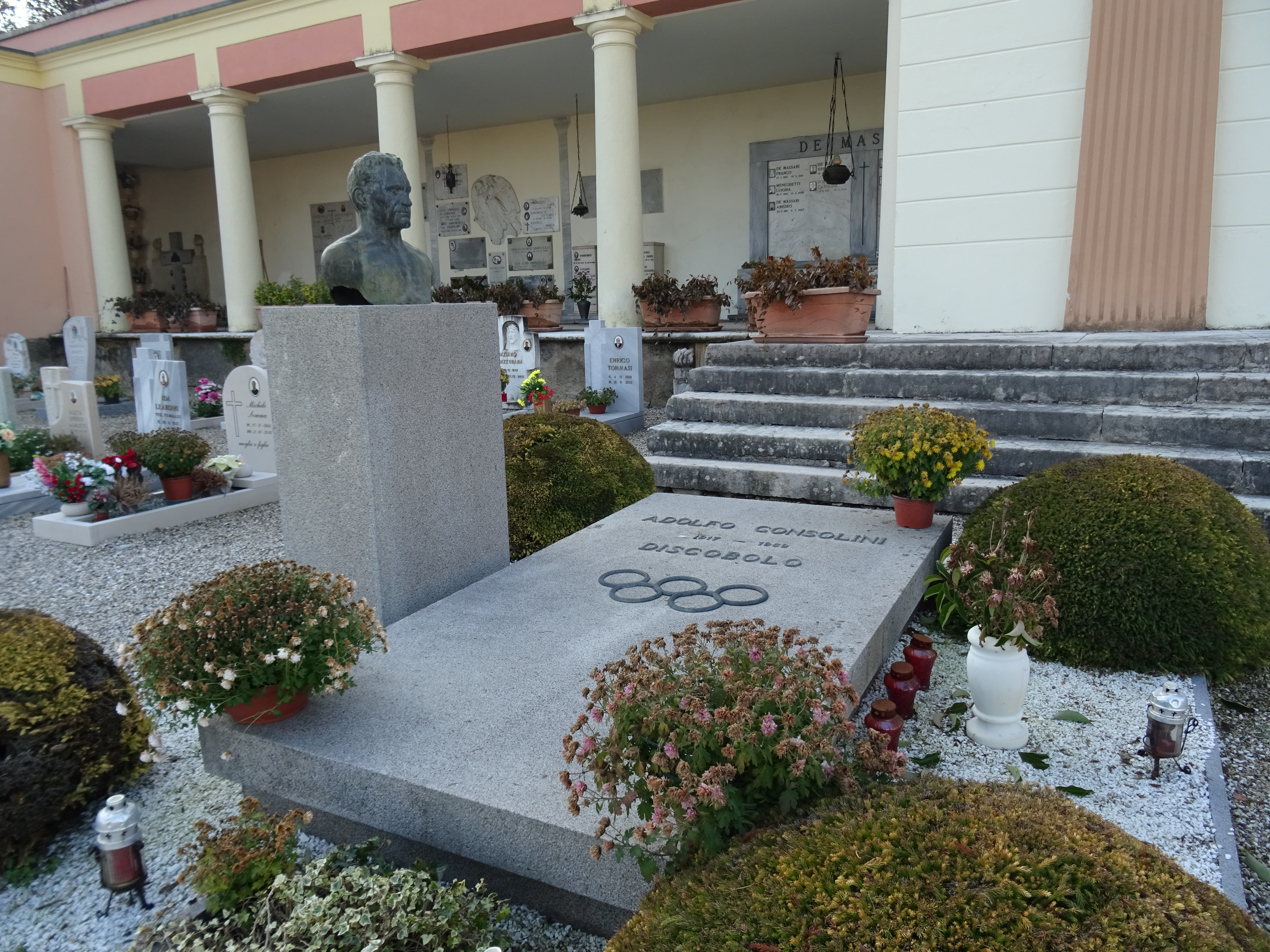
La tomba di Consolini nel cimitero di Costermano